# Erastus D. Culver
Erastus Dean Culver (* 15. März 1803 in Champlain, New York; † 13. Oktober 1889 in Greenwich, New York) war ein US-amerikanischer Jurist und Politiker. Zwischen 1845 und 1847 vertrat er den Bundesstaat New York im US-Repräsentantenhaus.

## Werdegang
Erastus Dean Culver wurde ungefähr neun Jahre vor dem Ausbruch des Britisch-Amerikanischen Krieges in Champlain im Washington County geboren und wuchs dort auf. 1826 graduierte er am University of Vermont in Burlington. Er studierte Jura. Seine Zulassung als Anwalt erhielt er 1831 und begann dann in Fort Ann zu praktizieren. 1836 zog er nach Greenwich. Er saß zwischen 1838 und 1840 in der New York State Assembly. Politisch gehörte er der Whig Party an.
Bei den Kongresswahlen des Jahres 1844 für den 29. Kongress wurde er im 14. Wahlbezirk von New York in das US-Repräsentantenhaus in Washington, D.C. gewählt, wo er am 4. März 1845 die Nachfolge von Charles Rogers antrat. Er schied nach dem 3. März 1847 aus dem Kongress aus.
1850 zog er in die damals noch eigenständige Stadt Brooklyn. Er war zwischen 1854 und 1861 Richter am City Court von Brooklyn. Präsident Abraham Lincoln ernannte ihn als Nachfolger von Henry Taylor Blow zum Gesandten (Minister Resident) in Venezuela – eine Stellung, die er vom 7. Oktober 1862 bis zum 17. Mai 1866 innehatte. Er verstarb am 13. Oktober 1889 in Greenwich und wurde dann in der Culver Gruft auf dem Greenwich Cemetery beigesetzt.